# Arco de San Basilio (Cuéllar)
El arco de San Basilio es un monumento de estilo mudéjar localizado en la villa de Cuéllar, en la provincia de Segovia (España).
Se trata de una de las cinco puertas de acceso al recinto de la ciudadela de la muralla de Cuéllar, y está ubicada en la zona noroeste de la misma, orientada hacia los caminos de Valladolid, Olmedo y Medina del Campo, importantes núcleos poblados en la Edad Media. Inicialmente fue denominado puerta del Robledo, y a partir del siglo XVII adoptó el nombre del monasterio masculino fundado frente al mismo, el convento de San Basilio.
Consiste en una pequeña fortaleza flanqueada de un cubo torneado y de un torreón de planta rectangular entre los que se localiza el adarve, sobre un arco de triple anillo. Su construcción es una combinación de mampostería y ladrillo, con labores mudéjares en las arquerías y el torreón, que guarda similitud con el mudéjar toledano. Corona la puerta un triple armorial compuesto por las armas de Cueva y Toledo (Ducado de Alburquerque, señores de la villa) en los laterales, y centradas las del concejo de Cuéllar.
Fue restaurado en 1972 a través de subvenciones procedentes de la entidad financiera Caja Segovia y la Diputación Provincial de Segovia.
Una maqueta a escala de este edificio se encuentra en el Parque temático Mudéjar de Olmedo.